# Rayan
Rayan Vitor Simplício Rocha (Brasil, 3 de agosto de 2006), conocido simplemente como Rayan, es un futbolista brasileño que juega como delantero en el C. R. Vasco da Gama del Campeonato Brasileño de Serie A.

## Trayectoria
Nacido en Río de Janeiro, se unió al C. R. Vasco da Gama a los seis años. Se hizo un nombre como prolífico goleador, marcando 280 goles a la edad de once años. En 2022 anotó 29 goles en 34 partidos y llamó la atención del F. C. Barcelona.
Rayan cumplió su segunda temporada con el Vasco como profesional. En total disputó 41 partidos, 16 de ellos como titular, y marcó tres goles.

## Selección nacional
Fue convocado a la selección sub-17 de Brasil para los amistosos contra Chile y Paraguay en 2022; marcó dos goles en cuatro partidos.

## Vida personal
Su padre, Valkmar, también jugó en el Vasco de Gama, al que representó como defensa entre 1995 y 2000.

## Estadísticas

### Clubes
Actualizado al último partido disputado el 11 de junio de 2023.
| Club                         | Div.          | Temporada     | Liga  | Liga  | Liga   | Estatal | Estatal | Estatal | Copas nacionales | Copas nacionales | Copas nacionales | Copas internacionales | Copas internacionales | Copas internacionales | Total | Total | Total  |
| Club                         | Div.          | Temporada     | Part. | Goles | Asist. | Part.   | Goles   | Asist.  | Part.            | Goles            | Asist.           | Part.                 | Goles                 | Asist.                | Part. | Goles | Asist. |
| ---------------------------- | ------------- | ------------- | ----- | ----- | ------ | ------- | ------- | ------- | ---------------- | ---------------- | ---------------- | --------------------- | --------------------- | --------------------- | ----- | ----- | ------ |
| C. R. Vasco da Gama · Brasil | 1.ª           | 2023          | 1     | 1     | 0      | 2       | 0       | 0       | 0                | 0                | 0                | 0                     | 0                     | 0                     | 3     | 1     | 0      |
| C. R. Vasco da Gama · Brasil | Total club    | Total club    | 1     | 1     | 0      | 2       | 0       | 0       | 0                | 0                | 0                | 0                     | 0                     | 0                     | 3     | 1     | 0      |
| Total carrera                | Total carrera | Total carrera | 1     | 1     | 0      | 2       | 0       | 0       | 0                | 0                | 0                | 0                     | 0                     | 0                     | 3     | 1     | 0      |